# 武汉大学经济与管理学院

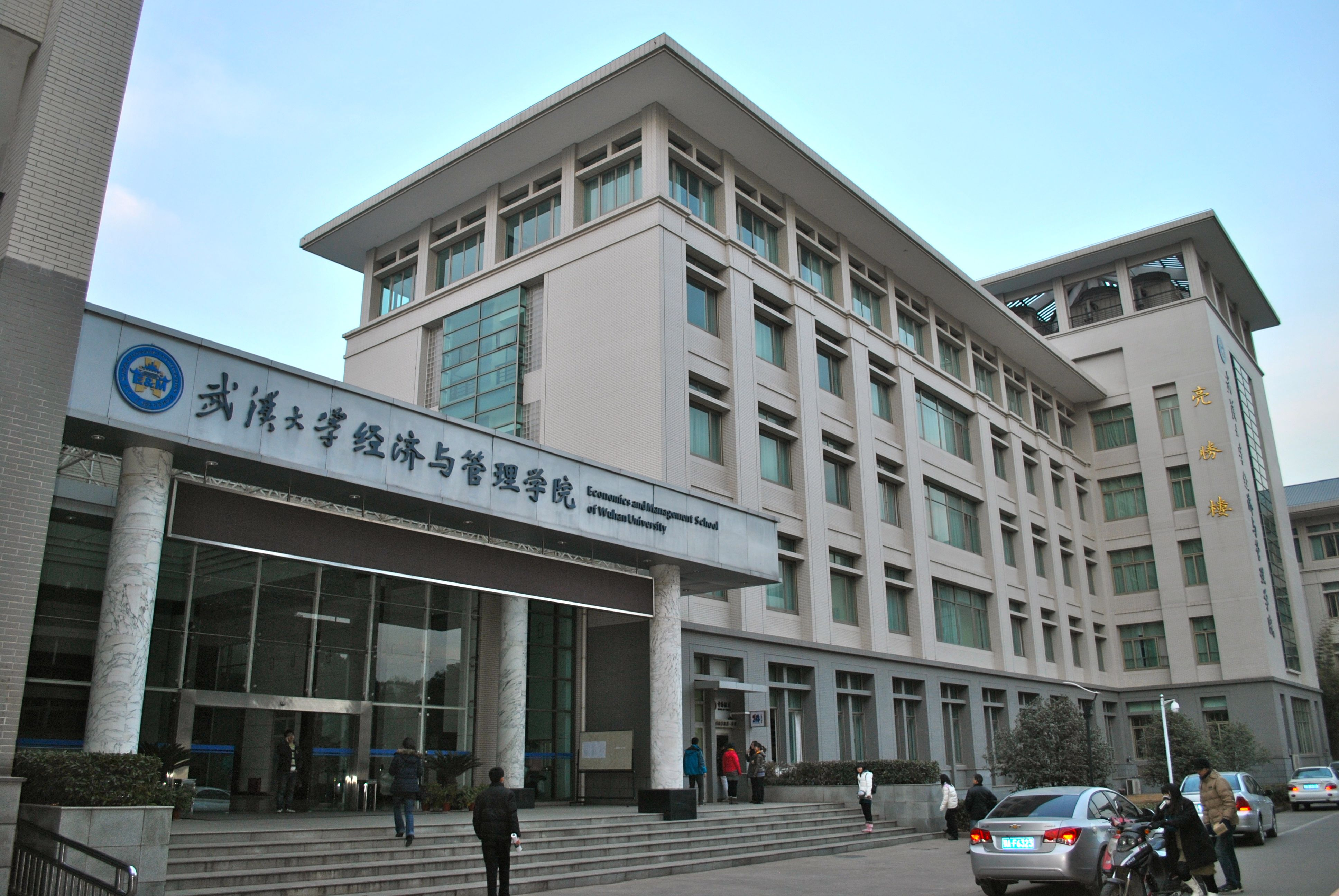
武漢大學經濟與管理學院正門

武漢大學經濟與管理學院（簡稱武大經管院，英文︰）始建於1893年，現隸屬於武漢大學社會科學學部，在校學生達13000多人，擁有8個系、5個研究所，是武漢大學最大的學院之一。 學院與美國、日本、德國、新加坡等地的高校有緊密的合作交流。该学院也是中国经济学年会理事单位。该学院已通过AMBA、EQUIS、AACSB认证。

## 概觀

### 辦院方針
|  | 教學立院、科研強院、民主辦院、改革興院、制度治院、開放活院 |

### 歷史沿革

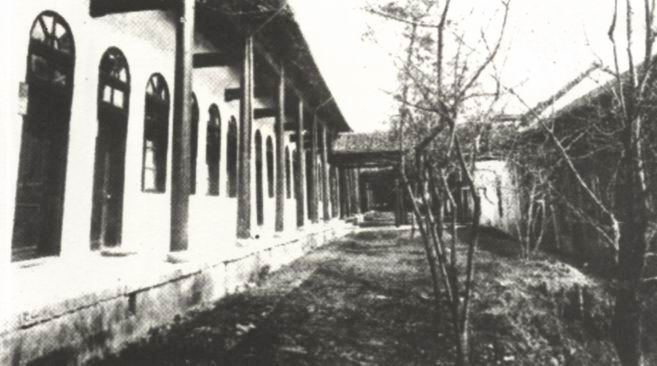
自強學堂

1893年，清末湖廣總督張之洞創立自強學堂，開設「商務門」。1916年辛亥革命党人创办国立武昌商科专门学校，1924年升格为国立武昌商科大学，1926年并入国立武昌大学，成为1928年国立武汉大学经济学系和商学系的主要来源。1981年5月，武漢大學管理學院成立。
2001年1月，武漢大學商學院、武漢水利電力大學經濟管理學院、武漢測繪科技大學人文管理學院市場營銷專業合併成武漢大學商學院。2005年8月，武漢大學商學院更名為武漢大學經濟與管理學院。
2005年11月26日，台灣人壽保險股份有限公司和武漢大學合辦了為期兩天的「中國保險教育論壇國際學術研討會」，由武漢大學經濟與管理學院和武漢大學金融研究中心承辦。出席本次研討會的有中國保監會等政府部門的領導、60多所大專院校保險專業的學者代表、以及來自世界各地的保險集團等國際機構代表共150人。
2006年12月，中國經濟學年會秘書處和武漢大學合辦學院舉辦了「第六屆中國經濟學年會」，由武漢大學經濟與管理學院承辦。年會中開設了以「經濟全球化背景下的中國經濟發展」與「科學發展觀與和諧社會建設」為主題的兩個論壇。 此次年會共有500多名專家學者、特邀嘉賓出席，在此約進行了60場次的專場討論，並收到相關論文1200多篇，其中220多篇入選。

## 人文環境

### 領導人員

#### 院長
陳繼勇教授，1975年至1981年武漢大學攻讀經濟系，獲碩士學位並留校任教。1986年任武漢大學世界經濟系副主任。1990年任武漢大學經濟學院副院長。2005年5月起任武漢大學商學院院長 （2005年8月，商學院更名為經濟與管理學院）。
2013年至2017年，武大校友、香港科技大学经济系系主任，瑞安经管中心主任谢丹阳担任该学院院长。
2017年底，香港大学经济与工商管理学院终身正教授、香港大学中国金融研究中心主任宋敏担任院长。

#### 其他主要領導
黨委書記為徐业勤，副書記為張琦及鄭先公，副院長為葉永剛、李燕萍、曾國安、王永海、李繼龍。

### 師生人數
學院在校學生13000多人，其中全日制本科生3200多人，研究生4000多人，另有各類繼續教育學生5700多人。師資方面，教職工共345人，其中專任教師277人〈當中70%具有博士學位〉，教授99人，副教授98人。

### 學院建築
2005年7月，30000平方米的新辦公大樓正式投入使用，為學院的教學與科研提供了現代化的辦公條件。

## 學院設置

### 專業設置
武漢大學經濟與管理學院學科包含經濟與管理兩大門類。
- 一級學科︰理論經濟學、應用經濟學、工商管理、管理科學與工程。

- 博士點︰政治經濟學、西方經濟學、世界經濟、經濟思想史、經濟史、人口資源與環境經濟學、金融學、國際貿易學、財政學、產業經濟學、數量經濟學、企業管理、保險學、金融工程、技術經濟及管理、會計學、市場營銷管理、管理科學與工程。

- 碩士點︰政治經濟學、西方經濟學、世界經濟、經濟思想史、經濟史、人口資源與環境經濟學、金融學、國際貿易學、財政學、產業經濟學、國民經濟學、區域經濟學、數量經濟學、金融工程、房地產經濟學、保險學、企業管理、技術經濟及管理、會計學、市場營銷管理、管理科學與工程、旅遊管理、人力資源管理。

- 碩士專業學位點︰工商管理碩士（MBA）、高級管理人員工商管理碩士（EMBA）、會計學碩士（MPAcc）、工程碩士（項目管理MPM）、物流管理工程碩士（MLE）。[5]

- 本科專業︰經濟學基地班、數理經濟試驗班、數理金融試驗班、國際經濟與貿易、金融學、金融工程、財政學、保險、工程管理、物業管理、工商管理、人力資源管理、物流管理、市場營銷、會計學、財務管理、旅遊管理。[13]

- 5個本科教學試驗班

### 系所設置
武漢大學經濟與管理學院擁有8個系，包括經濟系、世界經濟系、金融系與保險與精算系、財政與稅收系、理科學與工程系、工商管理系、市場營銷與旅遊管理系及會計系。學院亦設有五個研究機構，包括經濟研究所、技術經濟研究所、美國加拿大經濟研究所、保險研究所、市場營銷研究中心

### 辦公室設置
學院設有五個辦公室︰黨政辦公室、科研外事與學科建設辦公室、本科教學管理辦公室、研究生教學管理辦公室、學生工作辦公室。另有多個教學輔助單位︰
- 圖書分館︰前身為1953年的武漢大學經濟學系資料室。現有工作人員13人，館舍總面積達1600多平方米，藏書近40萬冊。[14]
- 實驗中心︰211工程和985工程的重點建設項目，於2007年更被評選為湖北省高等學校實驗教學示範中心。中心面積為3000多平方米，擁有電腦等設備1200多餘台，近50個中外文數據庫。[15]
- 學院期刊社[5]

## 批評
根據武漢大學的問卷調查顯示，武漢大學的學生認為學校承襲1980年代的模式，要求教師一年發表一篇論文，三年出一本書，導師整日忙科研，與學生接觸太少。亦有學生認為學院高層有官僚化傾向，學風日趨浮躁。反映出學院教學管理模式有待改善，與時並進。

## 校友名人
- 張培剛，1934年畢業於國立武漢大學法學院經濟系，經濟學家
- 譚崇台，1943年畢業於國立武漢大學法學院經濟系，經濟學家
- 董輔礽，1950年畢業於武漢大學經濟系，經濟學家
- 鄒恆甫，1982年畢業於武漢大學經濟系，經濟學家、世界銀行經濟學家[17]

## 外部連結
- 武漢大學*（页面存档备份，存于）
- 武漢大學MBA教育中心